# Rochestrski most
Rochestrski most v Rochestru je stoletja najnižje stalno prečkanje reke Medway v jugovzhodni Angliji. Prav tu je bilo več mostov, sedanji most je v resnici sestavljen iz štirih ločenih mostov: starega in novega mostu za cesto A2, železniškega mostu in servisnega mostu za cevi in kable. Sistem povezuje mesti Strood in Rochester v okrožju Medway. Vsi razen železniškega mostu so v lasti in upravljanju Rochestrskega mostnega trusta (Rochester Bridge Trust).

## Zgodovina

### Rimsko obdobje
Rimljani so zgradili most čez reko Medway kot del ulice Watling za promet iz Londona v Dover (pristanišče za celinsko Evropo). To je bil skoraj gotovo prvi most na tem kraju, saj so bili Rimljani prvi zavojevalci, ki so imeli potrebno tehnologijo za premostitev tako široke reke z močnim plimovanjem. Rimski inženirji so sprva zgradili pontonski most za svojo vojsko, kasneje pa so ga zamenjali z močnejšim, trajnejšim mostom za večji promet.
Viktorijanski inženirji so odkrili rimske temelje, ko so gradili trenutni stari most, in ugotovili, da so bili uporabljeni kamniti temelji, verjetno za podporo leseni konstrukciji.

### Srednji vek
V srednjem veku je bil leseni most vsaj od leta 960. Leta 1264 je Simon de Montfort oblegal mesto in zažgal most, kar je bil del uspešnega poskusa zasedbe Rochestra.  V zadnjem delu 14. stoletja je most sestavljalo devet kamnitih stebrov, ki so podpirali leseno konstrukcijo.  Upravno je bila odgovornost za most razdeljena med lokalne lastnike zemljišč in ustanov. To je delovalo razumno, čeprav so včasih zavezanci zavrnili sodelovanje in so blago zasegli. Kljub delni obnovi je most propadal in bil vsaj enkrat letno v stanju, ki je vzbujalo skrb. Pozimi 1380/81 sta velik del mostu odnesla poplava in led.
Leta 1382 je bil most neprevozen in imenovana je bila komisija, da bi ugotovila, kdo je odgovoren za njegovo vzdrževanje. Nadzornik popravila je bil John de Cobham, ki je zagotovil prevoznost mostu v naslednjem letu.

### 1391–1856
Kamniti most sta plačala sir John de Cobham in sir Robert Knolles (ali Knollys). Končan je bil leta 1391. Imel je 11 lokov in skupno dolžino 170 metrov. Širok je bil 4,3 metra. Da bi zagotovili vzdrževanje novega mostu, je bila z dovoljenjem in sredstvi Riharda II. ustanovljena služba dveh redarjev in skupnosti za most (Wardens and Commonalty of Rochester Bridge). Redarja in skupnost so prejemali donacije tudi od Henrika IV. in Henrika V., pa tudi denar drugih dobrotnikov. Skladu je uspelo ohraniti most s pomočjo dohodka iz premoženja in naložb ter lesa in kamnolomov. Shema izboljšav je bila končana leta 1824 po načrtih inženirja Daniela Asherja Alexandra. Most je bil razširjen in dva osrednja loka združena v eno, da so zagotovili širši kanal za plovnost. Leta 1856, ko je sodoben rečni promet zahteval novo strukturo, so kraljevi inženirji porušili srednjeveški most.

### 1857–1914
Cubbittov litoželezni most je bil zgrajen leta 1857 in je zamenjal kamnitega. Ta most je bil zgrajen dolvodno od kamnitega mostu, kjer je bil sedanji in kjer so ga zgradili Rimljani. En razpon je bil zasnovan tako, da bi ga lahko odprli za rečni promet, vendar mehanizem ni bil nikoli uporabljen in so ga na koncu odstranili. Litoželezna konstrukcija je bila pod cestnim krovom, zato je bil most sorazmerno nizek, kar je pomenilo, da je potekal promet po reki le po sredini loka, sicer so tvegali trčenje.
Trčenj je bilo precej. To je zahtevalo svoj davek in pregled mostu leta 1909 je pokazal zlomljena rebra in manjkajoče vijake. Po sorazmerno kratkem obdobju je bil potreben nov most.
Od okoli leta 1908  je bil na mostu tudi tramvaj, ki je povezal Strood in Frindsbury z Rochestrom, Chathamom, Gillinghamom in Rainhamom.

### Od leta 1914 do danes
Litoželezni most je bil rekonstruiran za 95.887 £. Za promet je bil odprt 14. maja 1914, zdaj je bilo več prostora za ladje, ki so plule po reki. Podporne ločne konstrukcije so bile zgrajene bolj narazen in nad cestnim krovom. Tramvaj je še naprej uporabljal most, dokler sistem ni bil leta 1930 opuščen in nadomeščen z avtobusi. 
Leta 1970 so zaradi povečanja zmogljivosti odprli drug cestni most tik ob prvem. Na starem mostu so bila začeta velika vzdrževana dela in je bil povsem obnovljen, dela so končali novembra 2006 ter mu podaljšali življenjsko dobo še za 30 let. Kot vsa dela na mostovih, je tudi ta plačal mostni trust s prihodki od prvotnih dotacij in brez stroškov davkoplačevalcev. 
Čez most je speljana tudi kolesarska steza (National Cycle Route 1).

## Konstrukcije
Tu so stali štirje mostovi, tudi rimski, srednjeveški, ki je bil zgrajen 40 m višje, in prvi železniški most.

### Rimski most
Rimski most je bil zgrajen okoli leta 43 po naročilu cesarja Klavdija. Mostni krov je bil podprt z devetimi kamnitimi stebri, postavljenimi na hrastovih pilotih globoko v strugi. Da bi to dosegli, so zgradili okrogel jez iz dveh koncentričnih krogov, plitvo pilotiran v strugi (nekakšen keson. V krogih so z glino utrdili stene in vodo izčrpali. To je omogočilo suho delovno območje za globoko pilotiranje v kredno živo skalo in izdelavo kamnitih opornikov. Stebri so bili oblikovani znotraj lesenega opaža, kamen pripeljan od ruševin. Čez opornike so bili položeni trije hrastovi tramovi, čeznje pa deske, ki se sestavljale vozišče ceste. 

### Srednjeveški most
To je bil kamnit most z enajstimi loki. Zgradil ga je mojster kamnosek Henry Yevele med avgustom 1387 in septembrom 1391. Most čez plimsko reko Medway je bil dolg 170 metrov in širok 4,3 metra. Oporniki so bili zgrajeni na zaščitnih podporah, vsaka je bila približno 12 metrov široka in 27 metrov dolga s konicami, ki so gorvodno in dolvodno odbijale tok in so bile izdelane iz 10.000 kolov, povezanih s tramovi. Lesena konstrukcija je bila nato zapolnjena v kredo (lokalni kamen) in prekrita z brestovo oplato. Na teh podporah je bilo zgrajenih 12 kamnitih opornikov v nepravilnih razdaljah. V petem oboku je bil dvižni most, preostali so bili kamniti oboki v gotskem slogu. Nad njimi je bil krov z ograjo. Most je bil tlakovan s kentskim apnencem. 

### Viktorijanski most
Odbor je obravnaval tri predloge za zamenjavo srednjeveškega mostu: kamniti most, viseči most in most iz litega železa, ki je bil na koncu zgrajen. Vojska je potrebovala prehod za svoja plovila z nepremičnimi jambori. Povsod na Temzi so barke lahko znižale jambor, drugi razredi plovil pa so imeli nepremične jambore.
Nov most je bil širok 12 metrov s skupnim razponom 148 metrov in tremi loki. Zunanja loka imata razpon vsak po 43 metrov, srednji lok pa 52 in 5,5 metra svetle višine pri visoki vodi. Pokazal se je občutljiv, saj je litoželezna konstrukcija tehtala več kot 2500 ton. Slonela je na cilindrih iz sive litine, potopljenih v strugi v živi skali. 
Na strani Strooda je bil za prehod za ladje predviden 12 metrov širok kanal. Ta razpon je bil premični most, sestavljen iz šestih kovanih nosilcev, postavljenih na litoželeznem valju premera 9,1 metra na 30 valjih. Centralni vijak iz kovanega železa je imel premer 28 centimetrov. Dvižni most je bil uravnotežen. Skupna teža mostu in vozišča je bila več kot 300 ton, zavrtel se je lahko 90 stopinj navzgor po toku reke.

### Prvi železniški most
Vzhodna kentska železnica (East Kent Railway) je zgradila prvi železniški most (ki je bil odprt 29. marca 1858) za svojo progo Strood–Chatham. Zasnoval in zgradil ga je Joseph Cubitt in je imel štiri razpone, od katerih se je eden lahko odprl za prehod ladij, čeprav je bilo kasneje ugotovljeno, da to ni potrebno in je bil fiksiran.  Zgrajen je bil iz železnih nosilcev, podprtih na zidanih stebrih, dolg 183 metrov in je tehtal 700 ton. Vzhodna kentska železnica je postala 1. avgusta 1859 Londonsko-chathamska in dovrska železnica (London Chatham and Dover Railway) in leta 1861 je most postal del nove izpopolnjene glavne chathamske proge iz Londona v Dover. To je most, ki ima zdaj železniške tire. 

### Drugi železniški most
Jugovzhodna železnica (South Eastern Railway), lokalna tekmica, je zgradila svojo progo iz bližnje železniške proge pri Stroodu čez Medway na lastno rochestrsko postajo, Rochester Common, odprto 20. julija 1891, in lastno chathamsko postajo, Chatham Central, odprto 1. marca 1892, za katero je bil zgrajen drugi železniški most čez Medway.
Tekmeci sta se združili leta 1899 in nastala je Južnovzhodna in chathamska železnica. Nadaljnja racionalizacija je bila zapora kraka Chatam Central 1. oktobra 1911, tri leta pred prvo svetovno vojno. Leta 1927 je bila glavna proga Chatham preusmerjena na trdnejši drugi železniški most, prvotni železniški most pa je bil desetletja neuporabljen, dokler ga sčasoma niso porušili, pri čemer so pilote uporabili za drug most, ki je bil odprt leta 1970. 

## Predor Medway
Rochestrski mostni trust je prav tako prispeval h gradnji predora Medway (1996), in to nekaj kilometrov dolvodno. Predor je bil zgrajen z uporabo metode potopljene cevi prvič v Angliji in šele kot drugi te vrste v Veliki Britaniji, za Conwyjem v Severnem Walesu. Delo, ki sta ga izvedli podjetji HBM Civil Engineering/Tarmac Construction, se je začelo maja 1992, Medwayski predor pa je odprla najstarejša kraljičina hči 12. junija 1996.

## Dobrodelnost
Trust namenja tudi nepovratna sredstva za lokalne dobrodelne namene, ki segajo od nekaj tisoč funtov za pomembnejše donacije. Še posebej so prispevali za obnovo številnih pomembnih zgodovinskih zgradb v Kentu. Najnovejša večja donacija je bila obnova južnega transepta v stolnici v Rochestru. V 1880-ih je trust ustanovil dekliško gimnazijo v Rochestru in dal velike dotacije za šolo sira Josepha Williamsona v Rochestru in deško gimnazijo v Maidstonu.

## Mostna kapela
Mostna kapela je bila zgrajena leta 1383. Ko je leta 1548 prenehala biti kapela, so jo uporabljali kot shrambo za material za most, nato kot hišo in kasneje kot gostilno in trgovino s sadjem. Sčasoma je izgubila svojo streho in propadla. Leta 1930 je bila obnovljena in se uporablja kot sejna soba in razstavni prostor. Enkrat letno, ob dnevu vernih duš (2. novembra), se uporablja za spominske slovesnosti ustanoviteljev trusta. 